# Digambarpur
Digambarpur (nep. दिगम्बरपुर) – gaun wikas samiti w środkowej części Nepalu w strefie Dźanakpur w dystrykcie Dhanusa. Według nepalskiego spisu powszechnego z 2011 roku liczył on 1729 gospodarstw domowych i 9395 mieszkańców (4620 kobiet i 4775 mężczyzn).